# خزان كبير متعدد الأضلاع
خزان كبير متعدد الأضلاع  هو معلم أثري تونسي مصنف من قبل المعهد الوطني للتراث يقع في ولاية القصرين في الوسط الغربي التونسي، تحديدا في مدينة هنشير البارود تم تصنيف المعلم في يوم 8 ماي 1895.

## مقالات ذات صلة
- قائمة المعالم الأثرية المصنفة في تونس